# Ministerstvo školství a národní osvěty
Ministerstvo školství a národní osvěty, zkráceně MŠANO, bylo ministerstvo, které existovalo v Československu a Protektorátu Čechy a Morava v letech 1918 až 1948.

## Historie

### Vznik
Po zániku Rakousko-Uherska vznikla také Československá republika, která si postupně vybudovala soustavu svých řídících orgánů. Zákonem ze dne 2. listopadu 1918 byla zřízena řada ministerstev. Bylo zřízeno Ministerstvo veřejného zdravotnictví a tělesné výchovy a také Ministerstvo školství a národní osvěty (MŠANO), které převzalo starou rakouskou organizaci základního a středního školství z roku 1869 a po dobu své existence až do druhé světové války ji zásadně nezměnilo.

### Důležitá opatření
V roce 1919 byla zavedena povinná tělesná výchova v rozsahu 2 hodin týdně ve všech řízených školách. Profesoři tělesné výchovy byli nařízením MŠANO ze dne 23. května 1919 zrovnoprávněni (platem, hodinami) s ostatními profesory.
V roce 1922 byl vydán malý školský zákon, který napomohl rušit rozdíly mezi osmiletou školní docházkou v Čechách a šestiletou na Slovensku a uzákonil od školního roku 1924/1925 povinnou osmiletou školní docházku. Poté došlo k vydání nových školních osnov, které zpracoval kolektiv pod vedením Josefa Klenky a Agathona Kellera. Tělovýchova nadále vycházela z Tyršovy soustavy, rozšířila ji však o sezónní činnosti (plavání, lyžování). V letech 1922 až 1927 byla zorganizováno na 500 kurzů pro učitele tělesné výchovy, jichž se zúčastnilo 25 756 českých a 7878 německých posluchačů.
V říjnu 1922 byl ustaven při univerzitě v Brně Vzdělávací kurz pro učitelství tělocviku na středních školách a učitelských ústavech, do jehož čela byl jmenován profesor MUDr. Eduard Babák. Kurzy tohoto typu řídily středoškolské odbory Zemské školní rady v Praze a Brně. Pražské kurzy řídili profesor Jan Šťastný, v letech 1906 až 1926 profesor MUDr. Jan Jánošík, v letech 1926 až 1937 profesor MUDr. Karel Weigner.
V letech 1932 a 1933 byly vydány nové učební osnovy pro základní i střední školy. Na Slovensku tyto kurzy do roku 1938 nebyly. Po 17. listopadu 1939 byly uzavřeny vysoké školy a zrušeny všechny české vzdělávací kurzy.
Dne 9. dubna 1935 Národní shromáždění (parlament) schválilo zákon o zřízení Tyršova státního tělovýchovného ústavu. Kvůli nedostatku peněz ústav nezačal pracovat. V náplni ministerstva bylo také vyhlašování státních přírodních rezervací (např. roku 1933 Novozámecký rybník).

## Ministři MŠANO
- Gustav Habrman (14. 11. 1918 – 15. 9. 1920)
- Josef Šusta (15. 9. 1920 – 16. 9. 1921)
- Vavro Šrobár (20. 9. 1921 – 7. 10. 1922)
- Rudolf Bechyně (7. 10. 1922 – 3. 10. 1924)
- Ivan Markovič – správce ministerstva (3. 10. 1924 – 9. 12. 1925)
- Otakar Srdínko (9. 12. 1925 – 18. 3. 1926)
- Jan Krčmář (19. 3. 1926 – 12. 10. 1926)
- Milan Hodža (12. 10. 1926 – 20. 2. 1929)
- Antonín Štefánek (20. 2. 1929 – 7. 12. 1929)
- Ivan Dérer (7. 12. 1929 – 14. 2. 1934)
- Jan Krčmář (4. 2. 1934 – 24. 1. 1936)
- Emil Franke (24. 1. 1936 – 22. 9. 1938)
- Engelbert Šubert (22. 9. 1938 – 4. 10. 1938)
- Stanislav Bukovský – správce ministerstva (4. 10. 1938 – 1. 12. 1938)
- Jan Kapras (16. 3. 1939 – 19. 1. 1942)
- Emanuel Moravec (19. 1. 1942 – 5. 5. 1945)

## Nástupnická ministerstva
Po skončení druhé světové války vzhledem k uplatnění Košického vládního programu (přijat 5. dubna 1945) došlo k vytvoření nové soustavy státních orgánů. Ministerstvo školství nicméně bylo obnoveno pod částečně pozměněným názvem Ministerstvo školství a osvěty.
Po Únoru 1948 byla v důsledku rozhodnutí ÚV KSČ provedena reorganizace řady státních orgánů. Již v roce 1948 bylo zřízeno Ministerstvo školství, věd a umění, které se ale roku 1953 rozdělilo na Ministerstvo školství a osvěty a Ministerstvo vysokých škol. Po roce 1969, v důsledku federalizace Československa, měla každá z republik své vlastní Ministerstvo školství (od roku 1989 Ministerstvo školství, mládeže a tělovýchovy).